# Gösta Klemming
Gösta Klemming   (Gladhammar church parish, 6 de gener de 1920 - Vasa, 25 de juny de 2000) fou un atleta suec, especialista en curses de velocitat que va competir durant la dècada de 1930.
El 1938, al Campionat d'Europa d'atletisme, va guanyar una medalla de plata en els 4x100 metres relleus, formant equip amb Åke Stenqvist, Lennart Lindgren i Lennart Strandberg. A nivell nacional guanyà el campionat suec dels 4x100 metres de 1940.